# Милия (планина)
Милия, още Балцес или Какоплеври (на гръцки: Κακοπλεύρι, Μπάλτσες или Μπάλτσες), е планина в Гърция, част от Пинд, на границата между Гревенско и Янинско.

## Описание
Планината е част от планинската верига на Северен Пинд. На запад се отделя от планинския масив Мавровуни със седловината Салатура Милияс (1730 m), който е южният изход на Валия Калда и потока Салатура. На север е отделен от комплекса Пиростия със седловина (1640 m), от където започва река Кира Кали, приток на Венетикос на изток. Милия е местното име, а Какоплеври официалното.
Скалите ѝ са офиолити и флиш.
Планината е част от националния парк „Пинд“ от 1966 година, както и от Националния парк „Северен Пинд“ от 2003 година. Част е от мрежата от защитени територии Натура 2000 (1310002 & 1310003) и е обявена за орнитологично важно място (068).
Изкачването до върха може да се осъществи от селището Милия (1170 m) за около 4 часа. Европейската пътека за дълги разстояния Е6, идващ от Мецово - Милия, върви през Валия Калда и продължава за Вовуса (Баяса) - Дистрато (Бряза) - Самарина - Жужел (Зузули). От Валия Калда отклонение на пътеката отива към Периволи, Авдела, хижа Василица, Самарина, Жужел.
| Име                        | Име                                       | Височина        | Местоположение |
| -------------------------- | ----------------------------------------- | --------------- | -------------- |
| Милия                      | Κακοπλεύρι, Τριγ. Σαλατούρα, Μηλέα, Μηλιά | 2159 m          |                |
| Вромопигадо                | Βρομοπήγαδο                               | 1976 m - 1820 m |                |
| Косай, Курсари             | Κουρσάροι, Κοσσάϊ                         | 1116 m          |                |
| Ливади                     | Λιβάδι                                    | 2071 m          |                |
| Салатура Папаяни, Кордалес | Σαλατούρα Παπαγιάννη, Κορδάλες            | 1860 m - 1640 m |                |
| Симандро, Латуака          | Σήμαντρο, Λατουάκα                        | 1720 m          |                |
| Скопия Цука                | Σκοπιά Τόσκα                              | 1960 m          |                |
| Супотико Рахи              | Σουποτίκο Ράχη                            | 1520 m - 1260 m |                |
| Турла Милани, Милини       | Τούρλα Μιλάνη, Μιλίνι                     | 1533 m          |                |